# Liga Mistrzyń siatkarek (2019/2020) – kwalifikacje
Liga Mistrzyń (2019/2020) – kwalifikacje (oficjalna nazwa: 2020 CEV Volleyball Champions League - Women) – 7 drużyn walczyło w dwóch rundach, aby uzyskać awans do fazy grupowej.

## System rozgrywek
Kwalifikacje Ligi Mistrzyń w sezonie 2019/2020 składa się z trzech rund.
- Faza kwalifikacyjna play-off: 7 drużyn podzielono na pary w drugiej i trzeciej rundzie Ligi Mistrzyń toczonych w systemie pucharowym. Drużyny rozpoczynają rozgrywki od II rundy, przy czym jednej z drużyn przypadł wolny los. W poszczególnych parach każda drużyna rozgrywała mecz i rewanż. Zwycięzcy poszczególnych par awansują do kolejnej rundy. Zwycięzcy par trzeciej rundy awansują do fazy grupowej Ligi Mistrzyń. Przegrane drużyny z obu rund są relegowane do 1/16 finału Pucharu CEV.

## Drużyny uczestniczące

### Podział miejsc w rozgrywkach
W sezonie 2019/2020 kwalifikacji Ligi Mistrzyń wzięło udział 7 zespołów z 7 federacji siatkarskich zrzeszonych w CEV. Liczba drużyn uczestniczących w Lidze Mistrzyń ustalona została na podstawie rankingu CEV dla europejskich rozgrywek klubowych.
- Partizani Tirana
- ŽOK Bimal-Jedinstvo Brčko
- Mladost Zagrzeb
- Luka Bar
- SK UP Ołomuniec
- Chimik Jużne
- Vasas Óbuda Budapest

## Rozgrywki

### II runda
| Data                                 | Godz. | Drużyna 1        | Wynik | Drużyna 2                 | 1     | 2     | 3     | 4     | 5     | Złoty set | Widzów | *      |
| ------------------------------------ | ----- | ---------------- | ----- | ------------------------- | ----- | ----- | ----- | ----- | ----- | --------- | ------ | ------ |
| —                                    | —     | wolny los        | —     | SK UP Ołomuniec           | —     | —     | —     | —     | —     |           | —      | raport |
| —                                    | —     | wolny los        | —     | SK UP Ołomuniec           | —     | —     | —     | —     | —     | —         | raport |        |
| 09.10.2019                           | 20:00 | Mladost Zagrzeb  | 3:0   | Chimik Jużne              | 25:17 | 25:17 | 27:25 |       |       | 8:15      | 620    | raport |
| 15.10.2019                           | 18:00 | Mladost Zagrzeb  | 0:3   | Chimik Jużne              | 23:25 | 23:25 | 21:25 |       |       | 8:15      | 775    | raport |
| 09.10.2019                           | 18:00 | Partizani Tirana | 3:1   | ŽOK Bimal-Jedinstvo Brčko | 15:25 | 25:22 | 25:20 | 25:20 |       |           | 400    | raport |
| 16.10.2019                           | 19:00 | Partizani Tirana | 3:2   | ŽOK Bimal-Jedinstvo Brčko | 25:21 | 19:25 | 25:18 | 21:25 | 15:13 | 300       | raport |        |
| 08.10.2019                           | 18:00 | Luka Bar         | 0:3   | Vasas Óbuda Budapest      | 12:25 | 17:25 | 7:25  |       |       |           | 310    | raport |
| 15.10.2019                           | 19:00 | Luka Bar         | 0:3   | Vasas Óbuda Budapest      | 10:25 | 19:25 | 16:25 |       |       | 700       | raport |        |
| Po lewej gospodarz pierwszego meczu. |       |                  |       |                           |       |       |       |       |       |           |        |        |

### III runda
| Data                                 | Godz. | Drużyna 1            | Wynik | Drużyna 2        | 1     | 2     | 3     | 4     | 5     | Złoty set | Widzów | *      |
| ------------------------------------ | ----- | -------------------- | ----- | ---------------- | ----- | ----- | ----- | ----- | ----- | --------- | ------ | ------ |
| 22.10.2019                           | 18:10 | SK UP Ołomuniec      | 2:3   | Chimik Jużne     | 25:22 | 12:25 | 25:23 | 20:25 | 13:15 | 13:15     | 1000   | raport |
| 29.10.2019                           | 18:00 | SK UP Ołomuniec      | 3:2   | Chimik Jużne     | 18:25 | 23:25 | 25:19 | 26:24 | 15:13 | 13:15     | 1615   | raport |
| 23.10.2019                           | 18:00 | Vasas Óbuda Budapest | 3:0   | Partizani Tirana | 25:19 | 25:20 | 25:16 |       |       |           | 850    | raport |
| 31.10.2019                           | 18:00 | Vasas Óbuda Budapest | 3:0   | Partizani Tirana | 25:19 | 25:17 | 25:16 |       |       | 700       | raport |        |
| Po lewej gospodarz pierwszego meczu. |       |                      |       |                  |       |       |       |       |       |           |        |        |

## Drużyny zakwalifikowane
| Grupa C      | Grupa D              |
| ------------ | -------------------- |
| Chimik Jużne | Vasas Óbuda Budapest |